# Samuel Jones
Samuel "Sam" Symington Jones (16 de gener de 1880 – Knoxville (Tennessee), 13 d'abril de 1954) va ser un atleta estatunidenc especialitzat en el salt d'alçada.
El 1904 va prendre part en els Jocs Olímpics de Saint Louis, en què guanyà la medalla d'or en la prova del salt d'alçada en saltar 1m 80 cm i superar per tres centímetres Garrett Serviss i Paul Weinstein.
En aquests mateixos Jocs Jones participà en la prova de triple salt, en què acabà setè i últim; i en la competició d'estirar la corda en què acabà el quart, tot formant part de l'equip New York Athletic Club.

## Millors marques
- Salt d'alçada. 1m 905 cm, el 1902[1]